# Wyspy Włoch

## NaMorzu Tyrreńskim

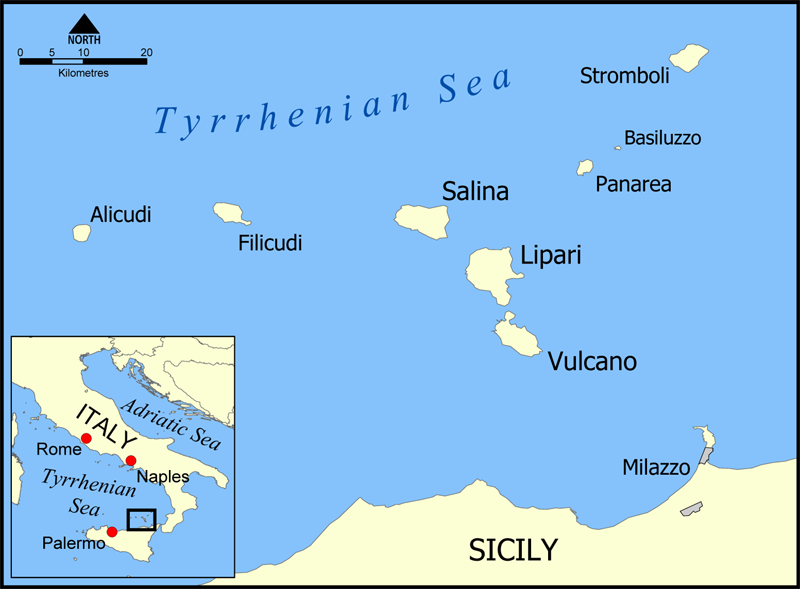
Wyspy Liparyjskie, inaczej Wyspy Eolskie

### Sardynia
- Sardynia

### Sycylia
- Sycylia

#### Prowincja Mesyna
- Wyspy Liparyjskie
  - Lipari
  - Vulcano
  - Salina
  - Filicudi
  - Alicudi
  - Panarea
  - Basilluzo
  - Stromboli

#### Prowincja Agrigento

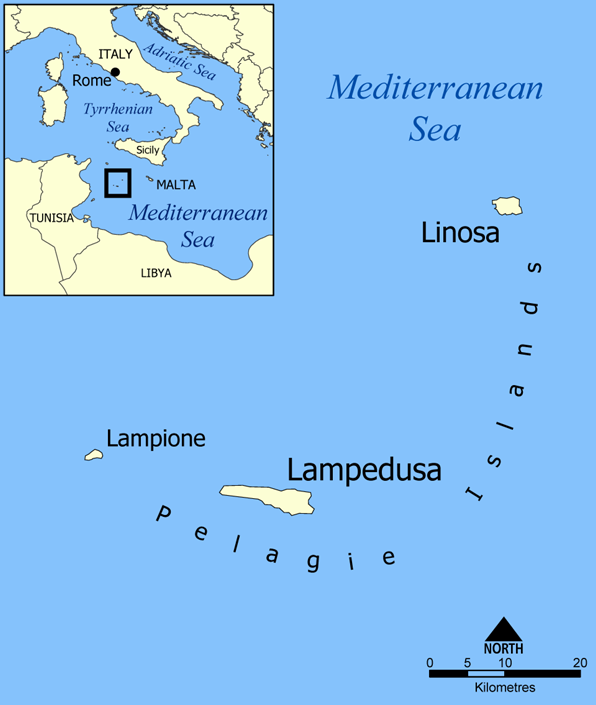
Wyspy Pelagijskie

- Wyspy Pelagijskie
  - Lampione
  - Lampedusa
  - Linosa

#### Prowincja Trapani
- Wyspy Egadzkie
  - Marettimo

### Toskania

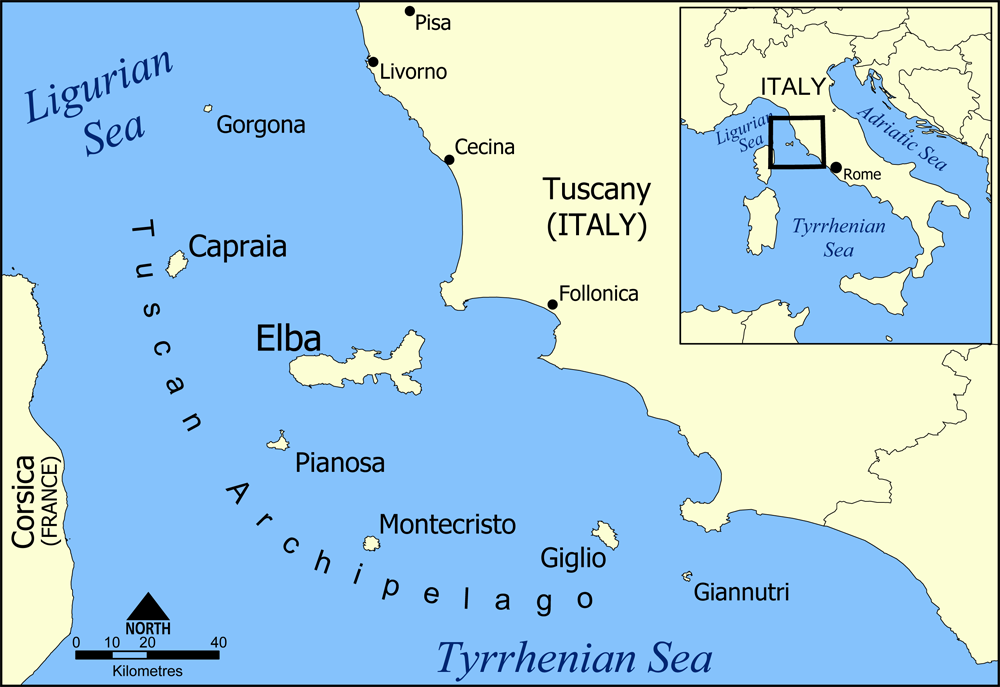
Wyspy Toskańskie

#### Prowincja Livorno
- Wyspy Toskańskie
  - Elba
  - Giglio
  - Capraia Isola
  - Montecristo
  - Pianosa
  - Giannutri
  - Gorgona (wyspa)

### Lacjum

#### Prowincja Latina

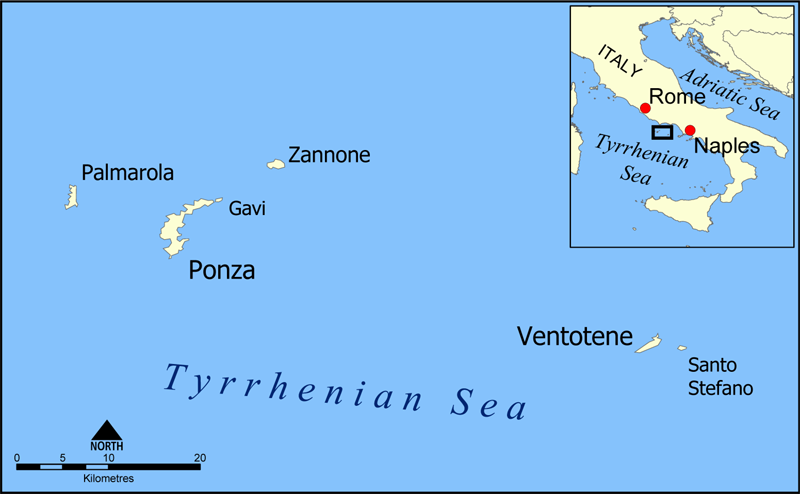
Wyspy Poncjańskie

- Wyspy Poncjańskie
  - Ponza
  - Palmarola
  - Gavi
  - Zannone
  - Ventotene
  - Santo Stefano

## Na rzekach

### Lacjum

#### Prowincja Rzym
- Wyspa Tyberyjska